# Bukovnik
Bukovnik je izraz za v 18. in 19. stoletju nešolanega literarno delujočega človeka.

## Nastanek bukovništva
Izraz bukovski za latinski jezik so rabili že naši protestantski pisci. Bukovski jezik je bil latinski jezik, ki je živel v bukvah. Bil je pravzaprav mrtev, a so ga izobraženci tudi govorili. Kdor je znal bukovski, so ga častili, bil je izobražen veljak, bil je torej bukovnik. Latinščino so izpodrinili živi jeziki, na Slovenskem slovenščina, ki so jo začeli tiskati v protestantski dobi. A šol ni bilo v izobilju in le malokdo je na kmetih znal brati in pisati. Zato so tudi takega, ki se je ukvarjal s knjigo in pisanjem živega jezika, začeli imenovati bukovnika.
Bukovništvo se je začelo v 17. stoletju. Postalo je neke vrste koroški slovenski kulturni mit. Nekateri ustvarjalci so v njem videli dokaz samonikle ustvarjalne moči slovenstva in znak neomajne  zvestobe  do slovenskega jezika, drugi spet so v njem iskali odpovedovanje skupnemu slovenskemu knjižnemu jeziku. Državne in cerkvene oblasti so bukovniško literaturo pogosto preganjale, ker se ni držala tedaj veljavnih verskih meril. Bukovnik je bil v 19. stoletju cenjen in učen mož iz naroda. Vabili so ga za besednika k ženitovanjem in pogrebom, saj je znal negovati slovensko besedo v govoru in pisavi. Z okorno roko in s težavo so bukovniki prepisovali ob nedeljah in praznikih, posebno pa pozimi, ko je bilo za tako stvar časa na pretek. Rokopise so znali tudi sami preprosto vezati, nekateri pa so bili tudi ilustrirani.
Iz posameznih listov in odstavkov, ki so krožili v prepisih med ljudstvom in so jih bukovniki prepisovali, sta nastali dve praznoverni knjigi: Kolomonov žegen, ki je bil prvič tiskan okoli leta 1740, ponatisnjen pa okoli 1830 ter Duhovna bramba, prvič natisnjena okoli leta 1750, ponatisnjena okoli 1810.  Kolomonov žegen je bil namenjen vojakom in naj bi jih varoval pred smrtjo, Duhovna bramba pa je obljubljala popotnikom pomoč na popotovanjih po suhem in po vodi in je bila namenjena romarjem. Ti prepisi in te praznoverske knjižice imajo velik kulturno-zgodovinski pomen.

## Slovenski bukovniki
Slovenski bukovniki in njihova najpomembnejša dela: 
- Andrej Šuster-Drabosnjak (1768–1825): priredil, prevajal in zložil je številna dela. Leta 1808 je objavil pesnitev Slovenji obace, pozneje pa še knjižico, ki vsebuje pet pesmi. V tiskani obliki je leta 1811 izdal tudi Marijin pasijon. Drabosnjak velja za najpomembnejšega slovenskega bukovnika, velja pa tudi za začetnika narečnega pesništva. Najbolj je znan kot ljudski dramatik in pesnik. Ohranjene so tri njegove igre s svetopisemsko tematiko: Igra o Kristusovem trpljenju, Božična ali Pastirska igra, Komedija ali Igra o izgubljenem sinu.
- Luka Maurer: leta 1754 spisal obširen rokopis cerkvenih pesmi z naslovom Maurerjeva cerkvena pesmarica.
- Matija Žegar: doma je bil iz okolice Vrbskega jezera. Zaslovel je s svojim prevodom Antikrista leta 1767.
- Aleks Kovač: je avtor rokopisnega prepisa o prerokovanju v zvezi z Antikristom z naslovom Samerkuania uredno pisanje iz leta 1825.
- Valentin Lečnik: v nemško izdajo knjige Ortus sanitatis je zapisoval slovenske izraze za različne rastline. Bil je posestnik gradu Podgore.
- Jurij Vodovnik: najemali so ga za besednika, ko je bilo treba jemati v imenu umrlega slovo od domačih in sosedov. Poznali so ga povsod po Pohorju, ker je rad prepeval.
- France Leder-Lisičjak: v pesmih je opeval kmečko življenje od rojstva do groba in razne dogodivščine. Bil je doma iz Podjunske doline.
- Matija Kresnik: Prepisoval je iz knjig in rokopisov. Svojo zbirko pesmi je naslovil Pesme stare jinu nove.
- Primus Koschat[1], tudi Primož Košat: 1818–1885, Deščice. Leta 1855 je spesnil in zapisal prvo verzijo pesmi "Nmau čriez jizaro" pod naslovom "Moj dom"[2].
- Lovro Stepišnik, prvi potujoči knjižničar